# Kurzschnabeltukane
Die Kurzschnabeltukane (Selenidera), auch Kurzschnabelarassaris genannt, sind eine Gattung aus der Familie der Tukane. Die Gattung enthält sechs Arten. Fünf davon kommen in Südamerika vor, das Verbreitungsgebiet der sechsten Art erstreckt sich bis Zentralamerika. Im Gegensatz zu den übrigen Tukanarten weisen Kurzschnabelarassaris einen auffälligen Sexualdimorphismus auf. 

## Erscheinungsbild
Alle Arten haben eine grüne bis grünolive Körperoberseite und rote Unterschwanzdecken. Die unbefiederte Region um das Auge ist bläulich bis blaugrün. Die Männchen weisen alle einen schwarzen Kopf und Nacken sowie eine schwarze Kehle und Brust auf. Die Ohrendecke ist gelb. Die Weibchen haben bei den meisten Arten einen braunen Kopf und Nacken. Vom Gelbohrarassari abgesehen weisen alle Arten ein auffälliges Nackenband sowie Schwanzfedern mit braunen Spitzen auf. Der Schwanz ist stufig und im Verhältnis zur Körpergröße kurz. 
Es handelt sich um verhältnismäßig kleine Tukane; sie erreichen Körperlängen zwischen 30 und 35 Zentimetern. Die größte Art ist der Gelbohrarassari, der eine Körperlänge von 35 bis 40 Zentimetern und ein Gewicht von 200 bis 270 Gramm erreicht. Der Schnabel ist bei allen Arten im Verhältnis zur Körpergröße lang und kräftig. Beim Gelbohrarassari-Männchen erreicht er beispielsweise eine Länge von 8,3 bis 10,2 Zentimetern. Weibchen entsprechen in den Körpermaßen jeweils den Männchen, allerdings ist bei ihnen der Schnabel etwas kürzer. So haben Weibchen des Gelbohrarassaris eine Schnabellänge zwischen 7,6 und 9,2 Zentimeter.

## Verbreitungsgebiet, Lebensraum und Lebensweise
Das Verbreitungsgebiet der Kurzschnabeltukane erstreckt sich vom Norden Honduras bis in den Südosten Brasiliens. Die jeweiligen Verbreitungsgebiete grenzen aneinander an. Der Gelbohrarassari ist die einzige Art der Gattung, die auch westlich der Anden vorkommt.
Kurzschnabelarassaris kommen bevorzugt in Waldgebieten der Tiefebenen vor, wo sie sich überwiegend in den oberen Baumregionen aufhalten. Wie bei allen Tukanen spielen Früchte in der Ernährung eine große Rolle, sie fressen daneben aber auch Insekten und für einzelne Arten sind auch Vogeleier im Nahrungsspektrum belegt. Über die Fortpflanzungsbiologie ist in der Regel nur sehr wenig bekannt. Die einzige Art, die gelegentlich in europäischen Zoos und Vogelparks gehalten wird, ist der Pfefferfresser.

## Forschungsgeschichte

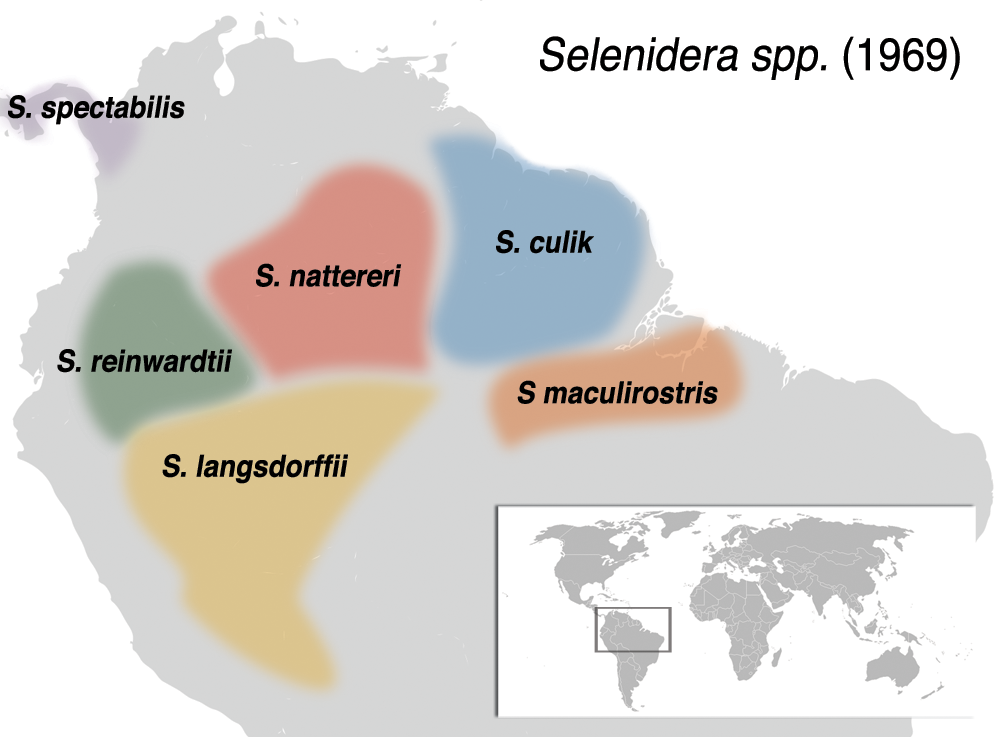
Verbreitungsgebiete der Arten der Gattung Selenidera (nach dem Wissensstand von 1969), die Haffer als Beispiel für seine Theorie zur Entwicklung von Arten nutzte. Sie entsprechen nicht den heute bekannten Verbreitungsgebieten. (So kommt z. B. der nicht vermerkte Gould-Arassari im mit S. maculirostris markierten Gebiet vor, dieser dafür südöstlich davon. S. langsdorffii wird heute als Unterart von S. reinwardtii angesehen.)

Die Kurzschnabeltukane dienten dem deutschen Naturwissenschaftler Jürgen Haffer als ein Beispiel für seine Hypothese zur Entwicklung von Arten. Nach seiner Ansicht stammen die rezenten Arten der Kurzschnabeltukane von einer Art ab, deren Verbreitungsgebiet fragmentiert wurde, als in den trockeneren Zeiträumen des Pleistozäns die Regenwälder schrumpften und nur noch in den feuchteren Regionen zu finden waren. In diesen voneinander isolierten Verbreitungsgebieten entwickelten sich die einzelnen Arten. Die Ausdehnung der Regenwälder in den feuchteren Zeiträumen des Pleistozäns führte dazu, dass die Verbreitungsgebiete der einzelnen Arten wieder größer wurden und heute stellenweise aneinandergrenzen.
Die Hypothese Haffers ist nicht unumstritten. Hauptkritikpunkt ist, dass es wenige empirische Daten gibt, die diese belegen. Sie gilt aber als ein möglicher Erklärungsansatz für den Artenreichtum Südamerikas. Für die Theorie spricht, dass die jeweiligen Verbreitungsgebiete jeweils ein Flusssystem als Zentrum haben. Die Arten werden außerdem zu einer Superspezies zusammengefasst. Der Gelbohrarassari, der mehrere Merkmale aufweist, die bei anderen Kurzschnabelarassaris nicht vorkommen, wurde möglicherweise sehr früh von den anderen Arten isoliert.

## Arten
Die folgenden Arten werden zu den Kurzschnabelarassaris gezählt:
- Gelbohrarassari (S. spectabilis)
- Natterer-Arassari (S. nattereri)
- Pfefferfresser (S. piperivora)
- Fleckenarassari (S. maculirostris)
- Gould-Arassari (S. gouldii)
- Reinwardt-Arassari (S. reinwardtii)

Die Kurzschnabelarassaris sind allerdings nicht monophyletisch, da der Gelbohrarassari basal zu einer gemeinsamen Klade der übrigen Kurzschnabeltukane mit den Blautukanen (Andigena) steht. Dies wird im folgenden Kladogramm dargestellt.
|  | \| \| Gould-Arassari (Selenidera gouldii) \| \| \| \| \| \| Fleckenarassari (Selenidera maculirostris) \| \| \| \| |
|  | |
|  | Reinwardt-Arassari (Selenidera reinwardtii)                                                                        |
|  | |
|  | Gould-Arassari (Selenidera gouldii)                                                                                |
|  | |
|  | Fleckenarassari (Selenidera maculirostris)                                                                         |
|  | |

|  | Gould-Arassari (Selenidera gouldii)        |
|  |                                            |
|  | Fleckenarassari (Selenidera maculirostris) |
|  |                                            |

|  | \| \| Gould-Arassari (Selenidera gouldii) \| \| \| \| \| \| Fleckenarassari (Selenidera maculirostris) \| \| \| \| |
|  | |
|  | Reinwardt-Arassari (Selenidera reinwardtii)                                                                        |
|  | |
|  | Gould-Arassari (Selenidera gouldii)                                                                                |
|  | |
|  | Fleckenarassari (Selenidera maculirostris)                                                                         |
|  | |

|  | Gould-Arassari (Selenidera gouldii)        |
|  |                                            |
|  | Fleckenarassari (Selenidera maculirostris) |
|  |                                            |

|  | \| \| Gould-Arassari (Selenidera gouldii) \| \| \| \| \| \| Fleckenarassari (Selenidera maculirostris) \| \| \| \| |
|  | |
|  | Reinwardt-Arassari (Selenidera reinwardtii)                                                                        |
|  | |
|  | Gould-Arassari (Selenidera gouldii)                                                                                |
|  | |
|  | Fleckenarassari (Selenidera maculirostris)                                                                         |
|  | |

|  | Gould-Arassari (Selenidera gouldii)        |
|  |                                            |
|  | Fleckenarassari (Selenidera maculirostris) |
|  |                                            |

|  | \| \| Gould-Arassari (Selenidera gouldii) \| \| \| \| \| \| Fleckenarassari (Selenidera maculirostris) \| \| \| \| |
|  | |
|  | Reinwardt-Arassari (Selenidera reinwardtii)                                                                        |
|  | |
|  | Gould-Arassari (Selenidera gouldii)                                                                                |
|  | |
|  | Fleckenarassari (Selenidera maculirostris)                                                                         |
|  | |

|  | Gould-Arassari (Selenidera gouldii)        |
|  |                                            |
|  | Fleckenarassari (Selenidera maculirostris) |
|  |                                            |

|  | Blautukan (Andigena hypoglauca)       |
|  |                                       |
|  | Schwarzkopftukan (Andigena cucullata) |
|  |                                       |

|  | Schwarzschnabeltukan (Andigena nigrirostris)  |
|  |                                               |
|  | Leistenschnabeltukan (Andigena laminirostris) |
|  |                                               |

|  | Blautukan (Andigena hypoglauca)       |
|  |                                       |
|  | Schwarzkopftukan (Andigena cucullata) |
|  |                                       |

|  | Schwarzschnabeltukan (Andigena nigrirostris)  |
|  |                                               |
|  | Leistenschnabeltukan (Andigena laminirostris) |
|  |                                               |

|  | \| \| Gould-Arassari (Selenidera gouldii) \| \| \| \| \| \| Fleckenarassari (Selenidera maculirostris) \| \| \| \| |
|  | |
|  | Reinwardt-Arassari (Selenidera reinwardtii)                                                                        |
|  | |
|  | Gould-Arassari (Selenidera gouldii)                                                                                |
|  | |
|  | Fleckenarassari (Selenidera maculirostris)                                                                         |
|  | |

|  | Gould-Arassari (Selenidera gouldii)        |
|  |                                            |
|  | Fleckenarassari (Selenidera maculirostris) |
|  |                                            |

|  | \| \| Gould-Arassari (Selenidera gouldii) \| \| \| \| \| \| Fleckenarassari (Selenidera maculirostris) \| \| \| \| |
|  | |
|  | Reinwardt-Arassari (Selenidera reinwardtii)                                                                        |
|  | |
|  | Gould-Arassari (Selenidera gouldii)                                                                                |
|  | |
|  | Fleckenarassari (Selenidera maculirostris)                                                                         |
|  | |

|  | Gould-Arassari (Selenidera gouldii)        |
|  |                                            |
|  | Fleckenarassari (Selenidera maculirostris) |
|  |                                            |

|  | \| \| Gould-Arassari (Selenidera gouldii) \| \| \| \| \| \| Fleckenarassari (Selenidera maculirostris) \| \| \| \| |
|  | |
|  | Reinwardt-Arassari (Selenidera reinwardtii)                                                                        |
|  | |
|  | Gould-Arassari (Selenidera gouldii)                                                                                |
|  | |
|  | Fleckenarassari (Selenidera maculirostris)                                                                         |
|  | |

|  | Gould-Arassari (Selenidera gouldii)        |
|  |                                            |
|  | Fleckenarassari (Selenidera maculirostris) |
|  |                                            |

|  | \| \| Gould-Arassari (Selenidera gouldii) \| \| \| \| \| \| Fleckenarassari (Selenidera maculirostris) \| \| \| \| |
|  | |
|  | Reinwardt-Arassari (Selenidera reinwardtii)                                                                        |
|  | |
|  | Gould-Arassari (Selenidera gouldii)                                                                                |
|  | |
|  | Fleckenarassari (Selenidera maculirostris)                                                                         |
|  | |

|  | Gould-Arassari (Selenidera gouldii)        |
|  |                                            |
|  | Fleckenarassari (Selenidera maculirostris) |
|  |                                            |

|  | Blautukan (Andigena hypoglauca)       |
|  |                                       |
|  | Schwarzkopftukan (Andigena cucullata) |
|  |                                       |

|  | Schwarzschnabeltukan (Andigena nigrirostris)  |
|  |                                               |
|  | Leistenschnabeltukan (Andigena laminirostris) |
|  |                                               |

|  | Blautukan (Andigena hypoglauca)       |
|  |                                       |
|  | Schwarzkopftukan (Andigena cucullata) |
|  |                                       |

|  | Schwarzschnabeltukan (Andigena nigrirostris)  |
|  |                                               |
|  | Leistenschnabeltukan (Andigena laminirostris) |
|  |                                               |

|  | \| \| Gould-Arassari (Selenidera gouldii) \| \| \| \| \| \| Fleckenarassari (Selenidera maculirostris) \| \| \| \| |
|  | |
|  | Reinwardt-Arassari (Selenidera reinwardtii)                                                                        |
|  | |
|  | Gould-Arassari (Selenidera gouldii)                                                                                |
|  | |
|  | Fleckenarassari (Selenidera maculirostris)                                                                         |
|  | |

|  | Gould-Arassari (Selenidera gouldii)        |
|  |                                            |
|  | Fleckenarassari (Selenidera maculirostris) |
|  |                                            |

|  | \| \| Gould-Arassari (Selenidera gouldii) \| \| \| \| \| \| Fleckenarassari (Selenidera maculirostris) \| \| \| \| |
|  | |
|  | Reinwardt-Arassari (Selenidera reinwardtii)                                                                        |
|  | |
|  | Gould-Arassari (Selenidera gouldii)                                                                                |
|  | |
|  | Fleckenarassari (Selenidera maculirostris)                                                                         |
|  | |

|  | Gould-Arassari (Selenidera gouldii)        |
|  |                                            |
|  | Fleckenarassari (Selenidera maculirostris) |
|  |                                            |

|  | \| \| Gould-Arassari (Selenidera gouldii) \| \| \| \| \| \| Fleckenarassari (Selenidera maculirostris) \| \| \| \| |
|  | |
|  | Reinwardt-Arassari (Selenidera reinwardtii)                                                                        |
|  | |
|  | Gould-Arassari (Selenidera gouldii)                                                                                |
|  | |
|  | Fleckenarassari (Selenidera maculirostris)                                                                         |
|  | |

|  | Gould-Arassari (Selenidera gouldii)        |
|  |                                            |
|  | Fleckenarassari (Selenidera maculirostris) |
|  |                                            |

|  | \| \| Gould-Arassari (Selenidera gouldii) \| \| \| \| \| \| Fleckenarassari (Selenidera maculirostris) \| \| \| \| |
|  | |
|  | Reinwardt-Arassari (Selenidera reinwardtii)                                                                        |
|  | |
|  | Gould-Arassari (Selenidera gouldii)                                                                                |
|  | |
|  | Fleckenarassari (Selenidera maculirostris)                                                                         |
|  | |

|  | Gould-Arassari (Selenidera gouldii)        |
|  |                                            |
|  | Fleckenarassari (Selenidera maculirostris) |
|  |                                            |

|  | Blautukan (Andigena hypoglauca)       |
|  |                                       |
|  | Schwarzkopftukan (Andigena cucullata) |
|  |                                       |

|  | Schwarzschnabeltukan (Andigena nigrirostris)  |
|  |                                               |
|  | Leistenschnabeltukan (Andigena laminirostris) |
|  |                                               |

|  | Blautukan (Andigena hypoglauca)       |
|  |                                       |
|  | Schwarzkopftukan (Andigena cucullata) |
|  |                                       |

|  | Schwarzschnabeltukan (Andigena nigrirostris)  |
|  |                                               |
|  | Leistenschnabeltukan (Andigena laminirostris) |
|  |                                               |

|  | \| \| Gould-Arassari (Selenidera gouldii) \| \| \| \| \| \| Fleckenarassari (Selenidera maculirostris) \| \| \| \| |
|  | |
|  | Reinwardt-Arassari (Selenidera reinwardtii)                                                                        |
|  | |
|  | Gould-Arassari (Selenidera gouldii)                                                                                |
|  | |
|  | Fleckenarassari (Selenidera maculirostris)                                                                         |
|  | |

|  | Gould-Arassari (Selenidera gouldii)        |
|  |                                            |
|  | Fleckenarassari (Selenidera maculirostris) |
|  |                                            |

|  | \| \| Gould-Arassari (Selenidera gouldii) \| \| \| \| \| \| Fleckenarassari (Selenidera maculirostris) \| \| \| \| |
|  | |
|  | Reinwardt-Arassari (Selenidera reinwardtii)                                                                        |
|  | |
|  | Gould-Arassari (Selenidera gouldii)                                                                                |
|  | |
|  | Fleckenarassari (Selenidera maculirostris)                                                                         |
|  | |

|  | Gould-Arassari (Selenidera gouldii)        |
|  |                                            |
|  | Fleckenarassari (Selenidera maculirostris) |
|  |                                            |

|  | \| \| Gould-Arassari (Selenidera gouldii) \| \| \| \| \| \| Fleckenarassari (Selenidera maculirostris) \| \| \| \| |
|  | |
|  | Reinwardt-Arassari (Selenidera reinwardtii)                                                                        |
|  | |
|  | Gould-Arassari (Selenidera gouldii)                                                                                |
|  | |
|  | Fleckenarassari (Selenidera maculirostris)                                                                         |
|  | |

|  | Gould-Arassari (Selenidera gouldii)        |
|  |                                            |
|  | Fleckenarassari (Selenidera maculirostris) |
|  |                                            |

|  | \| \| Gould-Arassari (Selenidera gouldii) \| \| \| \| \| \| Fleckenarassari (Selenidera maculirostris) \| \| \| \| |
|  | |
|  | Reinwardt-Arassari (Selenidera reinwardtii)                                                                        |
|  | |
|  | Gould-Arassari (Selenidera gouldii)                                                                                |
|  | |
|  | Fleckenarassari (Selenidera maculirostris)                                                                         |
|  | |

|  | Gould-Arassari (Selenidera gouldii)        |
|  |                                            |
|  | Fleckenarassari (Selenidera maculirostris) |
|  |                                            |

|  | Blautukan (Andigena hypoglauca)       |
|  |                                       |
|  | Schwarzkopftukan (Andigena cucullata) |
|  |                                       |

|  | Schwarzschnabeltukan (Andigena nigrirostris)  |
|  |                                               |
|  | Leistenschnabeltukan (Andigena laminirostris) |
|  |                                               |

|  | Blautukan (Andigena hypoglauca)       |
|  |                                       |
|  | Schwarzkopftukan (Andigena cucullata) |
|  |                                       |

|  | Schwarzschnabeltukan (Andigena nigrirostris)  |
|  |                                               |
|  | Leistenschnabeltukan (Andigena laminirostris) |
|  |                                               |

## Belege

### Einzelbelege
1. ↑   Lantermann, S. 157
2. ↑   Short et al., S. 356
3. ↑   Lantermann, S. 147
4. ↑  
Jürgen Haffer: Speciation in Amazonian Forest Birds. In: Science. Band 165, 1969, S. 131–137
5. ↑  
Emily N. Ostrow, Therese A. Catanach, John M. Bates, Alexandre Aleixo und Jason D. Weckstein: Phylogenomic analysis confirms the relationships among toucans, toucan-barbets, and New World barbets but reveals paraphyly of Selenidera toucanets and evidence for mitonuclear discordance. Ornithology, 2023, 140, 1–13, doi: 10.1093/ornithology/ukad022